# Thomas Wernersson
Thomas Wernersson (Nässjö, 15 giugno 1955) è un ex calciatore svedese, di ruolo portiere.

## Palmarès

### Club

#### Competizioni nazionali
- Campionato svedese: 4

Göteborg: 1982, 1983, 1984, 1987
- Coppa di Svezia: 2

Göteborg: 1982, 1983

#### Competizioni internazionali
- Coppa UEFA: 2

Göteborg: 1981-1982, 1986-1987